# 486 aC
El 486 aC va ser un any del calendari romà pre-julià. A l'Imperi Romà es coneixia com l'Any del Consolat de Viscel·lí i Rútil (o també any 268 ab urbe condita). La denominació 486 aC per a aquest any s'ha emprat des de l'edat mitjana, quan el calendari Anno Domini va ser el mètode prevalent a Europa per a anomenar els anys.

## Esdeveniments

### Grècia
- Mègacles, de la família dels alcmeònides i germà d'Agariste, la mare de Pèricles, és condemnat a l'ostracisme.[2]

### Egipte
- A l'antic Egipte s'aixeca una revolta contra l'Imperi Aquemènida.[3]

### República Romana
- Espuri Cassi Viscel·lí i Pròcul Virgini Tricost Rútil són elegits cònsols a Roma.
- Després de l'expulsió dels Tarquinis de Roma, els hèrnics van ser per un temps hostils a la República però aviat es va establir un tractat d'amistat que va signar el cònsol Espuri Cassi Viscel·lí. Titus Livi diu que el tractat va seguir a una derrota militar dels hèrnics que van ser privats de dos terços del seu territori, però és probable que el tractat fos simplement un complement del signat poc abans pel mateix Cassi amb els llatins, i que buscava una lliga contra els eqües i els volscs.[4]
- Cassi Viscel·lí, que exercia el seu tercer consolat, va presentar una llei agrària, la Lex Cassia agraria, per la qual s'ordenava el repartiment de les terres arrabassades als hèrnics a favor dels plebeus i dels llatins.[5] El seu col·lega Virgini Tricost es va oposar a aquesta llei, que es va aprovar però no va tenir cap efecte.[6] L'any següent (485 aC) Cassi Viscel·lí va ser jutjat i condemnat a mort, acusat d'aspirar al poder reial davant l'assemblea de les tribus romanes, pels qüestors dels parricidis Cesó Fabi i Luci Valeri Potit, i condemnat pels patricis que el miraven com a traïdor a la seva causa. Va ser escanyat i decapitat. Van arrasar casa seva fins als fonaments i el solar on es trobava, davant del temple de Tel·lus, va quedar abandonat.[7]

### Xina
- La primera part del Gran Canal de la Xina està construït durant el regnat del rei Fuchai Wu. Vincula el riu Huai He.[8]